# Senat Rzeczypospolitej Polskiej I kadencji (1922–1927)
Senat I kadencji (1922–1927) to izba wyższa parlamentu wybrana 12 listopada 1922. Pierwsze posiedzenie odbyło się 28 listopada 1922, zaś ostatnie 13 lipca 1927. Senat I kadencji wybrał wraz z Sejmem I kadencji jako Zgromadzenie Narodowe trzech Prezydentów RP.

## Wybory
Senat I kadencji został wyłoniony w drodze demokratycznych wyborów pięcioprzymiotnikowych (bezpośrednich, powszechnych, równych, tajnych i proporcjonalnych) przeprowadzonych na podstawie Konstytucji uchwalonej przez Sejm Ustawodawczy, oraz na podstawie ustawy z dnia 28 lipca 1922 ordynacja wyborcza do Senatu RP. Czynne prawo wyborcze mieli obywatele, którzy ukończyli 30 lat i od roku od dnia ogłoszenia wyborów zamieszkiwali okręg wyborczy, z wyjątkiem świeżo osiadłych kolonistów, robotników zmieniających pracę oraz urzędników służbowo zmieniających pracę. Bierne prawo wyborcze mieli obywatele, posiadający w dniu ogłoszenia wyborów ukończone 40 lat.
Wybierano 111 senatorów, z czego 93 w okręgach wyborczych oraz 18 z list państwowych. Okręgami wyborczymi były województwa oraz wydzielony okręg miasto Warszawa.

### Udział poszczególnych list wyborczych w wyborach do Senatu w 1922
| Numer listy | Nazwa listy                                           | Mandaty uzyskane w okręgach | Mandaty z list państwowych | Ogółem |
| ----------- | ----------------------------------------------------- | --------------------------- | -------------------------- | ------ |
| Lista nr 1  | Polskie Stronnictwo Ludowe „Piast”                    | 14                          | 3                          | 17     |
| Lista nr 2  | Polska Partia Socjalistyczna                          | 6                           | 1                          | 7      |
| Lista nr 3  | Polskie Stronnictwo Ludowe „Wyzwolenie”               | 7                           | 1                          | 8      |
| Lista nr 5  | Komunistyczny Związek Proletariatu Miast i Wsi        | 0                           | 0                          | 0      |
| Lista nr 6  | Związek Rad Ludowych                                  | 0                           | 0                          | 0      |
| Lista nr 7  | Narodowa Partia Robotnicza                            | 3                           | 0                          | 3      |
| Lista nr 8  | Chrześcijański Związek Jedności Narodowej             | 39                          | 9                          | 48     |
| Lista nr 10 | Unia Narodowo-Państwowa                               | 0                           | 0                          | 0      |
| Lista nr 12 | Polskie Centrum                                       | 0                           | 0                          | 0      |
| Lista nr 15 | Chłopskie Stronnictwo Radykalne                       | 0                           | 0                          | 0      |
| Lista nr 16 | Blok Mniejszości Narodowych Rzeczypospolitej Polskiej | 18                          | 4                          | 22     |
| Lista nr 20 | Żydowski Demokratyczny Blok Ludowy                    | 0                           | 0                          | 0      |
| Lista nr 22 | Państwowe Zjednoczenie na Kresach                     | 1                           | 0                          | 1      |
| Lista nr 23 | Związek Narodowo-Żydowski (Małopolska)                | 4                           | 0                          | 4      |
| Lista nr 24 | Blok Mniejszości Narodowych (Wilno)                   | 1                           | 0                          | 1      |
| Lista nr 28 | Zjednoczenie Krajowe „Polesie”                        | 0                           | 0                          | 0      |
| Ogółem      |                                                       | 93                          | 18                         | 111    |

W trakcie kadencji 7 senatorów zrzekło się mandatu, zaś 8 zmarło.

## Struktura Senatu I kadencji

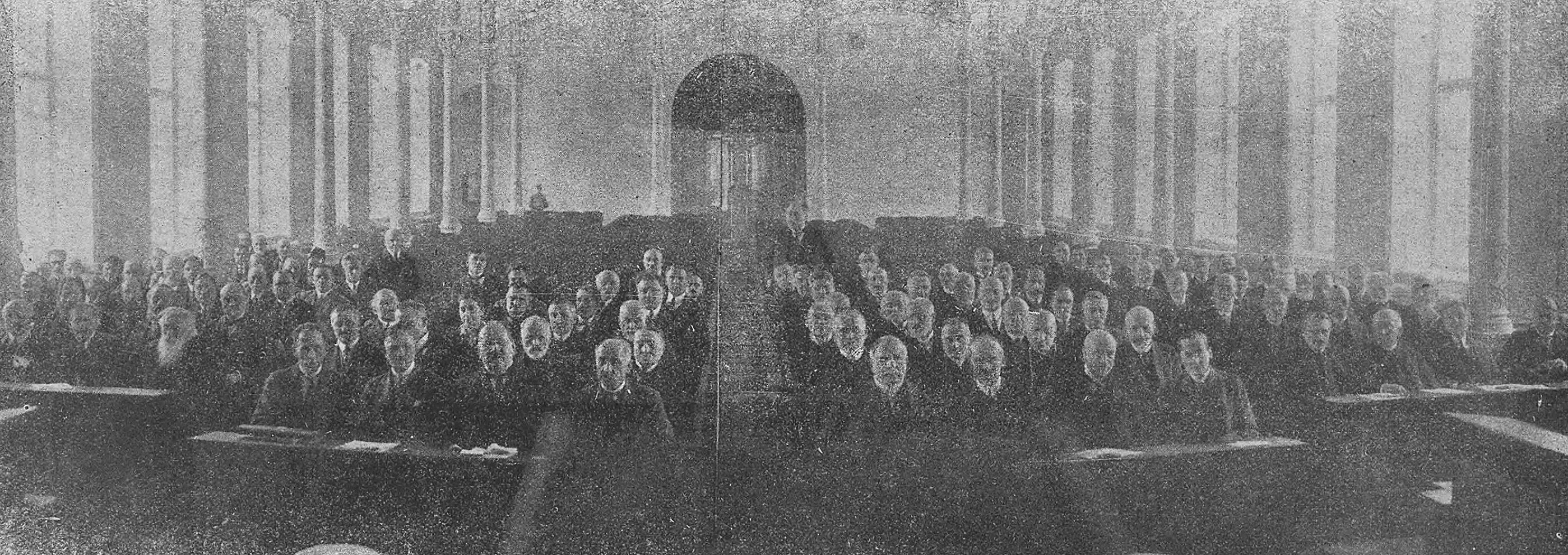
Pierwsze posiedzenie Senatu RP 28 listopada 1922

Marszałkiem seniorem otwierającym pierwsze posiedzenie był Bolesław Limanowski z PPS, zaś sekretarzami Bolesław Bielawski ze Związku Ludowo-Narodowego i Jan Woźnicki z PSL „Wyzwolenie”.
1 grudnia 1922 na Marszałka Senatu wybrano Wojciecha Trąmpczyńskiego, a na wicemarszałków Jakuba Bojkę z PSL „Piast”, Antoniego Stychela z ZLN i Jana Woźnickiego z PSL „Wyzwolenie”.
Funkcjonowały senackie komisje:
- Komisja Administracyjna – przewodniczący Juliusz Zdanowski (ZLN);
- Komisja Gospodarstwa Społecznego – przewodniczący Andrzej Średniewski PSL „Piast”);
- Komisja Oświaty i Kultury – przewodniczący Stanisław Kalinowski (PSL „Wyzwolenie”);
- Komisja Prawnicza – przewodniczący Michał Ringel (KŻ);
- Komisja Regulaminowa – przewodniczący Leon Kazimierz Łubieński (ChN);
- Komisja Skarbowo-Budżetowa – przewodniczący Leon Nowodworski (ChD);
- Komisja Spraw Zagranicznych i Wojskowa – przewodniczący Marian Kiniorski (ZLN).